# Meat Loaf – Live with the Melbourne Symphony Orchestra
Wersja DVD tego koncertu z Australii zawiera piosenki, które nie znalazły się na wersji CD (Bat Out Of Hell: Live with the Melbourne Symphony Orchestra). DVD nie zawiera piosenek: "Heaven Can Wait", "Rock And Roll Dreams Come Through" oraz "I'd Lie For You (And That's The Truth)", które xzostały nagrane (jako audio) podczas prób przed koncertami.

## Lista utworów
1. Life Is A Lemon And I Want My Money Back (Jim Steinman) — 09:34
2. Mercury Blues (K. C. Douglas, Robert L. Geddins) – 7:52
3. Dead Ringer For Love (Jim Steinman) — 06:08
4. Testify (Kevin Griffin) – 7:43
5. All Revved Up With No Place To Go (Jim Steinman) — 07:15
6. You Took The Words Right Out Of My Mouth (Hot Summer Night) (Jim Steinman) — 09:17
7. Couldn't Have Said It Better — 08:34 (James Michael, Nikki Sixx) – 8:34
8. Two Out Of Three Ain't Bad (Jim Steinman) — 08:40
9. Out Of The Frying Pan (And Into The Fire) (Jim Steinman) — 11:58
10. For Crying Out Loud (Jim Steinman) — 12:33
11. Paradise By The Dashboard Light (Jim Steinman) — 19:19
12. I’d Do Anything for Love (But I Won’t Do That) (Jim Steinman) — 11:59
13. Bat Out Of Hell (Jim Steinman) — 12:37

## Osoby
- Meat Loaf : Główny wokal
- Patti Russo : Główny wokal kobiecy
- Paul Crook : Główna gitara elektryczna
- Randy Flowers: Gitary, Keyboard, Chórek
- Kasim Sulton : Gitara basowa, Chórek
- Mark Alexander : Fortepian, Keyboard, Chórek
- John Miceli : Perkusja
- Carolyn "C.C." Coletti-Jablonski : Chórek

## Osoby gościnnie
- Australijski Chór Chłopięcy
- Orkiestra Symfoniczna Melbourne pod batutą Keitha Levensona